# Mount Dione
Der Mount Dione ist ein 2589 m hoher Berg mit einer Schartenhöhe von 129 m im Südwesten der kanadischen Provinz British Columbia, im Osten des Sunshine Coast Regional District.

## Geographie
Der Mount Dione liegt in der Tantalus Range am Westrand des Tantalus Provincial Park. Er liegt 17 km nordwestlich von Squamish und 240 m nördlich des Mount Tantalus (2608 m), des nächsthöheren Berges und des gleichzeitig  höchsten in der Tantalus Range. Der Dione Glacier liegt an seinem Südhang, der Rumbling Glacier im Nordosten. 
Die Abflüsse der Niederschläge vom Berg fließen ostwärts in Zuflüsse des Squamish River oder westwärts in Zuflüsse des Clowhom River. 

## Geschichte
Die Erstbesteigung wurde 1916 von Tom Fyles und seinem Bruder, John Fyles, über den Südostgrat ausgeführt. Die Namen der Berge in der Tantalus Range haben ihren Ursprung in der griechischen Mythologie; Mount Dione wurde nach Dione, der Gattin des Tantalus, benannt. Der Name des Berges wurde von Neal Carter vom British Columbia Mountaineering Club vorgeschlagen; das Toponym wurde am 6. Juni 1957 vom Geographical Names Board of Canada offiziell anerkannt.

## Klima
In Bezug auf die Klimaklassifikation nach Köppen und Geiger herrscht am Mount Dione ein Westseiten-Seeklima. Die meisten Wetterfronten stammen vom Pazifik und bewegen sich ostwärts auf die Coast Mountains zu, wo sie durch die Berge zum  Aufsteigen (Windstau) gezwungen werden, was wiederum dazu führt, dass die enthaltene Feuchtigkeit in Form von Regen oder Schnee abgegeben wird. Im Ergebnis führt das zu hohen Niederschlägen in den Coast Mountains, insbesondere zu starken Schneefällen im Winter. Die Temperaturen können unter −20 °C fallen, unter Berücksichtigung von Windchill-Einfluss unter −30 °C. Die Monate Juli bis September bieten die besten Wetterbedingungen für einen Aufstieg.

## Kletterrouten
Am Mount Dione sind folgende Kletterrouten etabliert:
- über den Südostgrat - YDS-Klasse 3 - Erstbesteigung 1916
- über die Westwand - YDS-Klasse 5.10b - erstmals begangen 1996
- über den West-Pfeiler - YDS-Klasse5.10c - erstmals begangen 2002